# مجموعه دژهای ویلنیوس

قلعه ویلنیوس در سال ۱۷۴۰:
قلعه بالا: ۱. برج غربی (برج گدیمیناس); ۲. برج جنوبی (فقط پایه‌ها باقی مانده است); ۳. دژ قلعه (ویرانه‌ها باقی مانده است)
قلعه پایین: ۴. دروازه‌ها و پل به سوی شهر (خیابان پیلیس); ۵. جاده و پل به خیابان تیلتاس؛ ۶. کلیسای جامع ویلنیوس; ۷. کاخ دیوان عالی؛ ۸. کاخ اسقف‌ها؛ ۹. کاخ سلطنتی; ۱۰. باغ کاخ؛ ۱۱. زرادخانه جدید، در حال حاضر موزه؛ ۱۲. برج شمال‌شرقی و دروازه‌های زرادخانه قدیمی؛ ۱۳. حیاط زرادخانه قدیمی

مجموعه دژهای ویلنیوس (لیتوانیایی: Vilniaus pilių kompleksas یا Vilniaus pilys) گروهی از سازه‌های فرهنگی و تاریخی است که در ساحل چپ رودخانه نریس، نزدیک به تلاقی آن با ویلنیا، در شهر ویلنیوس، لیتوانی قرار دارند. این مجموعه، که تکامل آن بین قرون ۱۰ تا ۱۸ میلادی صورت گرفته، یکی از مهم‌ترین سازه‌های دفاعی لیتوانی بوده است.
این مجموعه شامل سه قلعه بوده است: قلعه بالایی، قلعه پایینی و قلعه کج (لیتوانیایی: Kreivoji pilis). قلعه کج در سال ۱۳۹۰ میلادی توسط شوالیه‌های تتونیک به آتش کشیده شد و هرگز بازسازی نشد. قلعه‌های ویلنیوس پس از سال ۱۳۹۰ چندین بار توسط شوالیه‌های تتونیک مورد حمله قرار گرفتند، اما آن‌ها موفق به تصرف کل مجموعه نشدند. تصرف کامل مجموعه برای اولین بار در جریان نبرد ویلنیوس در سال ۱۶۵۵ رخ داد.
به‌زودی پس از این واقعه، قلعه‌های آسیب‌دیده اهمیت خود را از دست دادند و بسیاری از ساختمان‌های آن متروکه شدند. در دوران تقسیم لهستان و ضمیمه شدن این منطقه به دیگر قلمروها، برخی ساختمان‌های تاریخی تخریب شدند؛ همچنین، بسیاری دیگر در جریان ساخت استحکامات در قرن ۱۹ میلادی آسیب دیدند.
امروزه، برج گدیمیناس باقی‌مانده از این مجموعه، به نمادی مهم از شهر ویلنیوس و ملت لیتوانی تبدیل شده است. هر ساله در اول ژانویه، پرچم لیتوانی برای بزرگداشت روز پرچم بر فراز این برج برافراشته می‌شود. این مجموعه بخشی از موزه ملی لیتوانی، یکی از بزرگ‌ترین موزه‌های کشور، است.

## تاریخچه قلعه بالایی
بخشی از مجموعه قلعه ویلنیوس که در قسمت بالایی ساخته شده است، به نام قلعه بالایی شناخته می‌شود. تپه‌ای که این قلعه بر روی آن قرار دارد، به عنوان تپه گدیمیناس شناخته می‌شود. سطح صاف بالای این تپه به شکل بیضی است و ارتفاع آن بین ۴۰–۴۸ متر (۱۳۰–۱۶۰ فوت) و طول آن حدود ۱۶۰ متر (۱۷۰ یارد) است.
اطلاعات باستان‌شناسی نشان می‌دهد که این محل از زمان دوران نوسنگی مسکونی بوده است. در قرن نهم، دیوارهای دفاعی چوبی این تپه تقویت و با سنگ مستحکم شدند. حدود قرن دهم، یک قلعه چوبی بر روی این تپه ساخته شد و از قرن سیزدهم، دیوارهای سنگی همراه با برج‌ها، تپه را محصور کردند. در زمان حکومت گدیمیناس، شهر ویلنیوس به عنوان پایتخت لیتوانی انتخاب شد. در سال ۱۳۲۳، قلعه بهبود یافته و گسترش پیدا کرد.

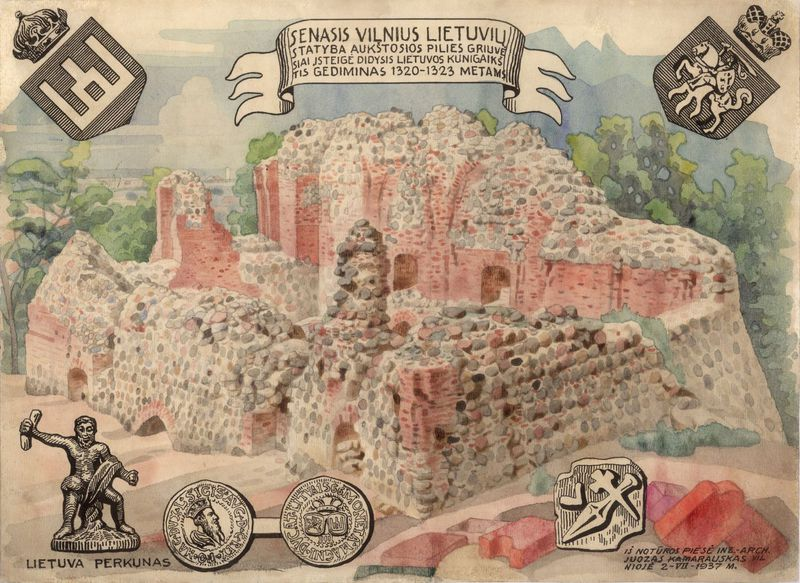
نقاشی از Juozas Kamarauskas از ویرانه‌های قلعه بالایی ویلنیوس همراه با نشان ملی لیتوانی و ستون‌های گدیمیناس، ۱۹۳۷

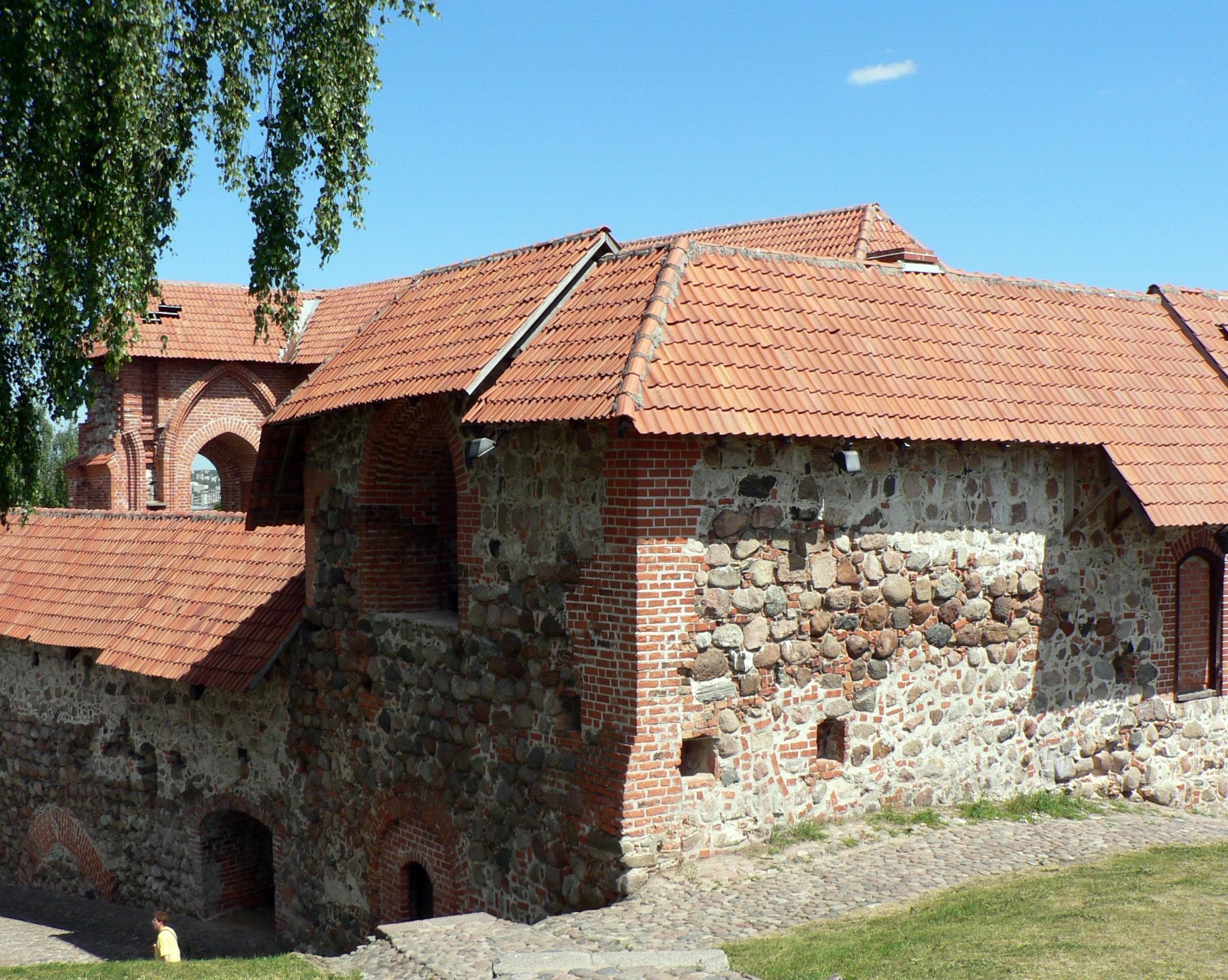
باقی‌مانده‌های قلعه بالایی

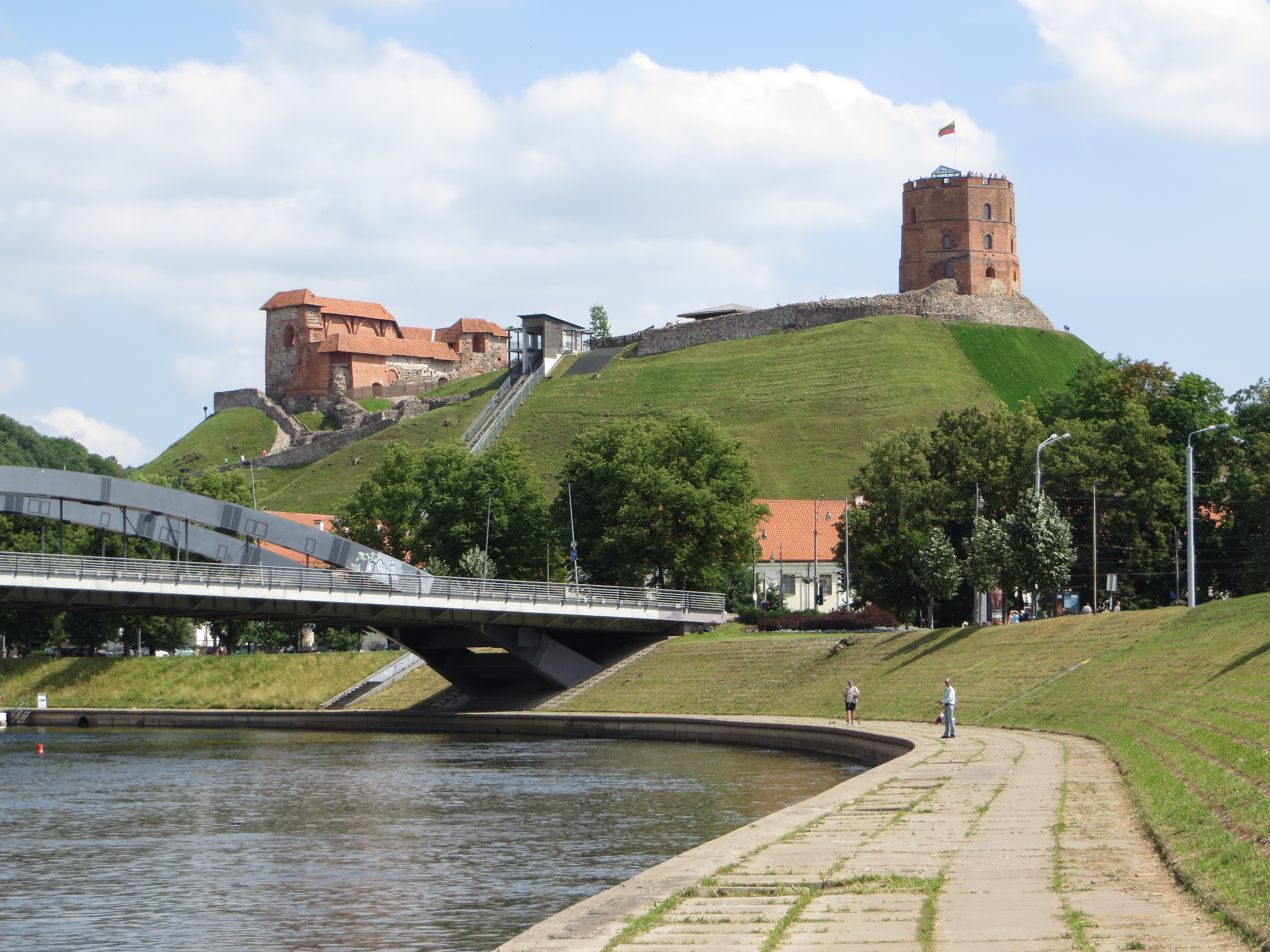
باقی‌مانده‌های قلعه بالایی

لیتوانی در دوران جنگ‌های صلیبی شمالی بیش از دو قرن درگیر جنگ بود. شوالیه‌ها با ادعای تلاش برای تغییر مذهب لیتوانیایی‌های پاگان به کلیسای کاتولیک، قصد فتح لیتوانی را داشتند. با تبدیل ویلنیوس به یکی از مهم‌ترین شهرهای کشور، این شهر به هدف اصلی نظامی تبدیل شد. مجموعه قلعه در سال‌های ۱۳۶۵، ۱۳۷۵، ۱۳۷۷، ۱۳۸۳، ۱۳۹۰، ۱۳۹۲، ۱۳۹۴ و ۱۴۰۲ توسط شوالیه‌های تتونیک مورد حمله قرار گرفت، اما هرگز به‌طور کامل تصرف نشد.
در سال ۱۳۹۰، مخرب‌ترین حملات توسط مارشال‌های شوالیه‌های تتونیک، انگلهارد راب فون ویلشتاین و کنراد فون والنروده، در طول جنگ داخلی لیتوانی (۱۳۸۹–۱۳۹۲) بین ویتائوتاس و پسرعمویش یوگایوا رخ داد. در این حملات، بسیاری از اشراف‌زادگان اروپای غربی، از جمله هنری، ارل دربی و هنری چهارم آینده، با ۳۰۰ شوالیه شرکت داشتند.
در زمان حمله سال ۱۳۹۰، مجموعه قلعه شامل سه بخش بود: قلعه بالایی، پایینی و قلعه کج. شوالیه‌های تتونیک موفق به تصرف و تخریب قلعه کج شدند، اما نتوانستند دو قلعه دیگر را بگیرند. در حمله سال ۱۳۹۴، قلعه‌های ویلنیوس به مدت بیش از سه هفته محاصره شدند و یکی از برج‌های دفاعی تخریب شد و به نریس فرو افتاد.
جنگ داخلی بین ویتائوتاس و یوگایوا با توافق آستراوا در سال ۱۳۹۲ خاتمه یافت و ویتائوتاس عنوان دوک بزرگ لیتوانی را به دست آورد. در دوران حکومت او، قلعه بالایی بازسازی گسترده‌ای را تجربه کرد. پس از آتش‌سوزی بزرگ در سال ۱۴۱۹، ویتائوتاس بازسازی قلعه بالایی و تقویت دیگر ساختمان‌های مجموعه را آغاز کرد. بقایای امروزی قلعه بالایی متعلق به این دوره است.

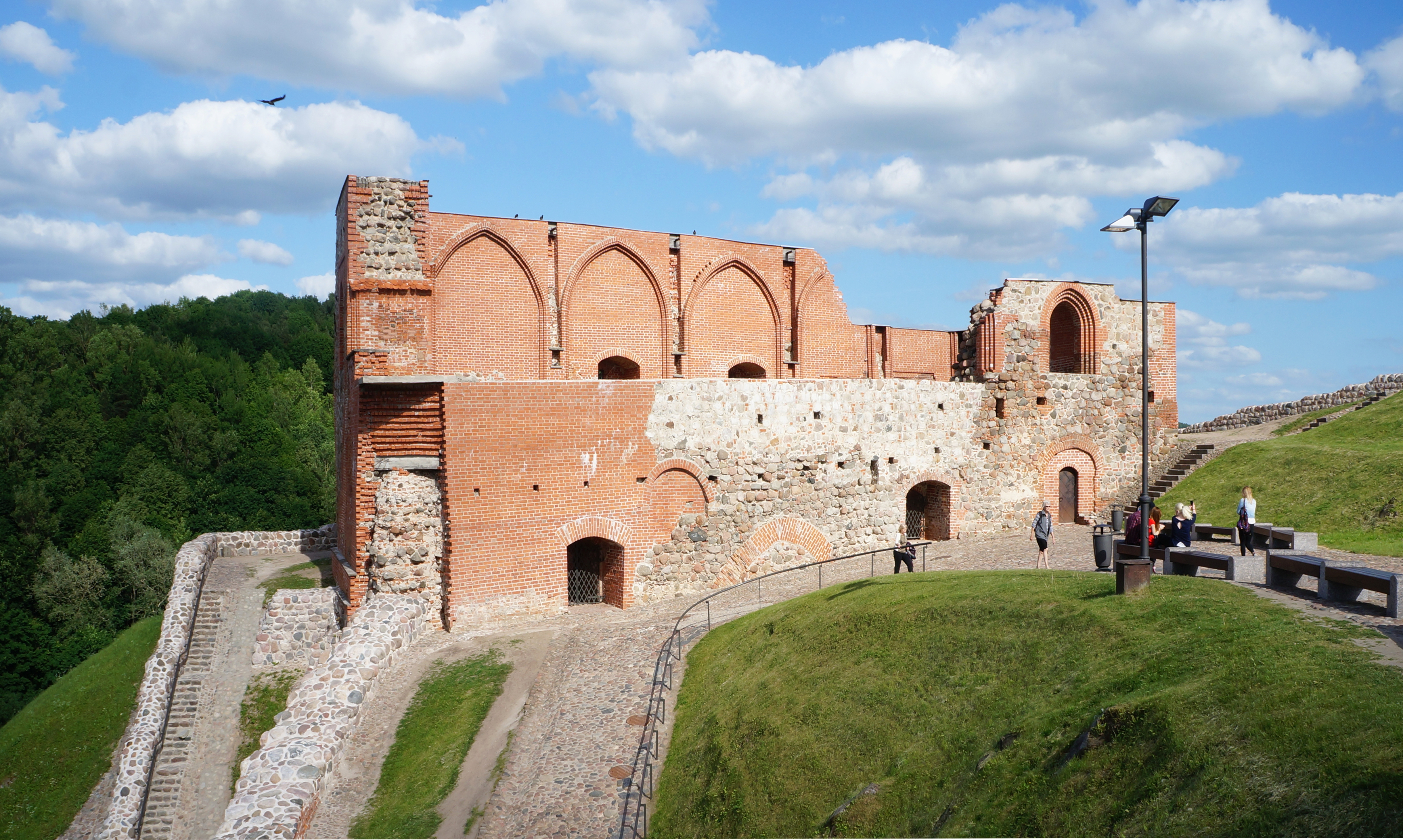
باقی‌مانده از برج قلعه

## بازسازی قلعه فوقانی
قلعه فوقانی در سبک معماری گوتیک بازسازی شد و از کاشی‌های سبز لعاب‌دار برای سقف آن استفاده شد. تالار برجک دفاعی در طبقه دوم قلعه فوقانی، بزرگ‌ترین تالار این مجموعه بود (۱۰ در ۳۰ متر)؛ این تالار کمی کوچک‌تر از تالار کاخ استاد اعظم در مالبورک (دژ) (۱۵ در ۳۰ متر) بود، اما بسیار بزرگ‌تر از تالار قصر دوک در قلعه جزیره تراکای (۱۰ در ۲۱ متر) به‌شمار می‌رفت. بازسازی قلعه در سال ۱۴۲۲ به پایان رسید. دولت برنامه‌هایی برای تاج‌گذاری پادشاه اعلام‌شده، ویتاوتاس بزرگ، در این قلعه داشت که با مرگ زودهنگام او این مراسم انجام نشد.

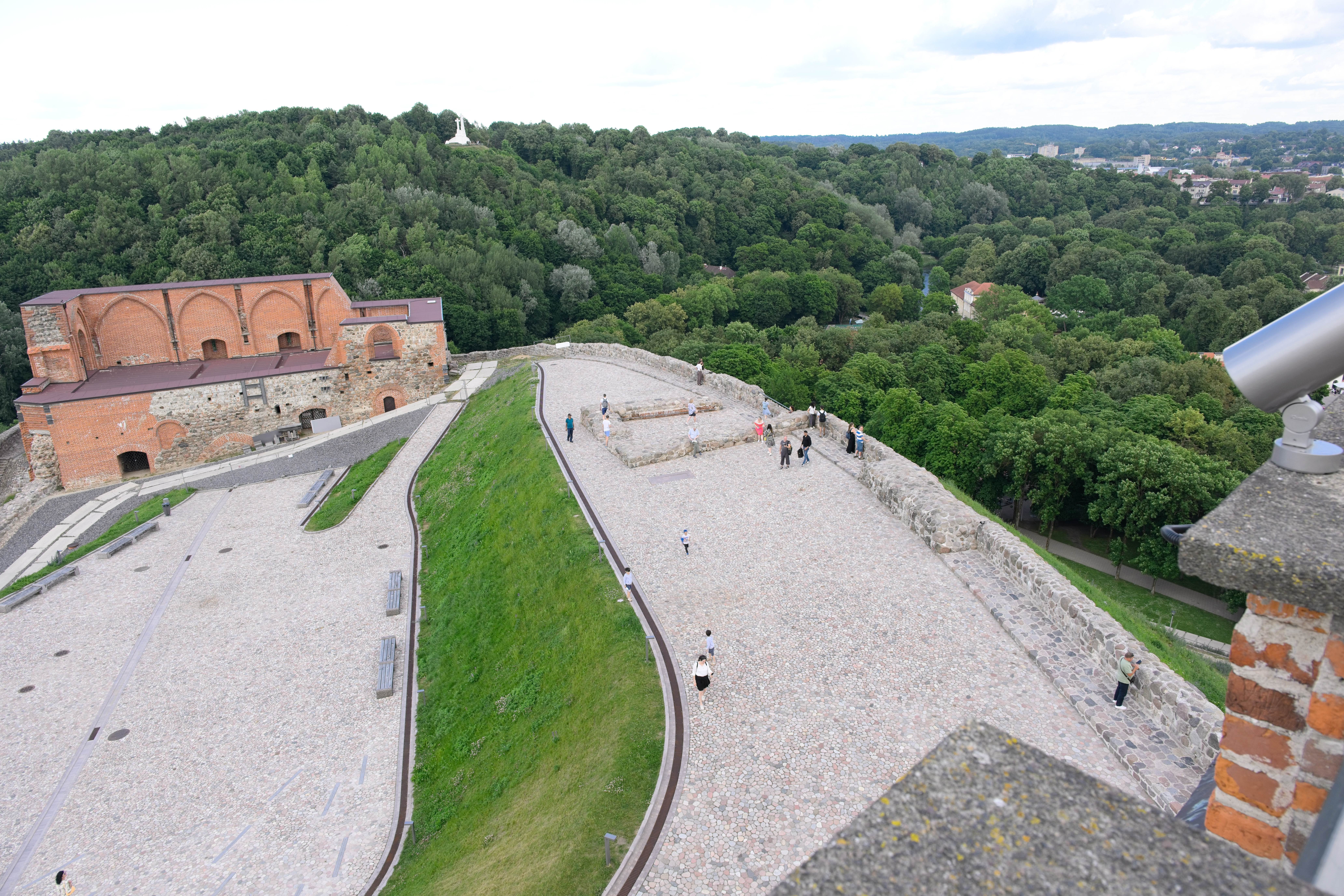
برج و چشم‌انداز بالای آن

پس از قرن شانزدهم، قلعه فوقانی دیگر نگهداری نشد و در اثر بی‌توجهی آسیب دید. تا اوایل قرن هفدهم، زندانی برای اشراف‌زادگان در این قلعه وجود داشت. آخرین بار این قلعه در زمان تهاجم مردم روس در سال ۱۶۵۵ به‌عنوان دژ استفاده شد؛ زمانی که برای نخستین بار در تاریخ لیتوانی، ارتشی خارجی کل مجموعه را تصرف کرد. شش سال بعد، ارتش مشترک‌المنافع لهستان–لیتوانی موفق شد ویلنیوس و قلعه‌ها را بازپس گیرد. پس از آن، قلعه فوقانی متروکه شد و بازسازی نشد.
این مجموعه در طول جنگ جهانی آسیب‌های جدی دید. در این زمان، تنها برج غربی، معروف به برج گدیمیناس، باقی ماند که به نماد ویلنیوس و لیتوانی تبدیل شده است. از قلعه فوقانی تنها بقایای محدودی از برج اصلی و دیگر برج‌ها باقی مانده است.

## تاریخچه قلعه تحتانی
مجموعه قلعه از دوران نوسنگی سکونت‌گاه بوده است. پیش از قرن سیزدهم، ساختارهای آن از چوب ساخته می‌شد. در قرون سیزدهم و چهاردهم، دیوارهای دفاعی، برج‌ها و دروازه‌هایی از سنگ ساخته شدند که چندین بار بازسازی و گسترش یافتند. تنها ساختارهایی که به‌طور مستقل دست‌نخورده باقی مانده‌اند، در قلعه تحتانی قرار دارند. دو بنای اصلی قلعه تحتانی، کاخ سلطنتی و کلیسای جامع ویلنیوس هستند.

## کاخ دوک بزرگ

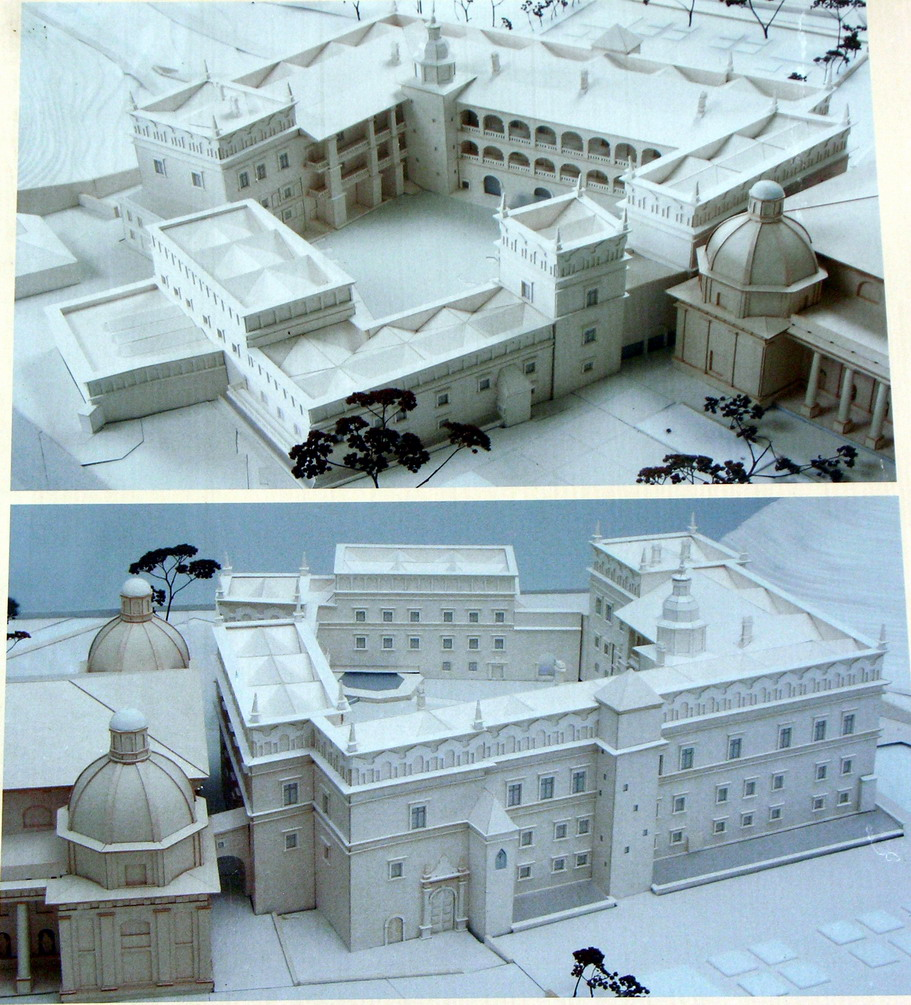
ماکت کاخ دوک بزرگ

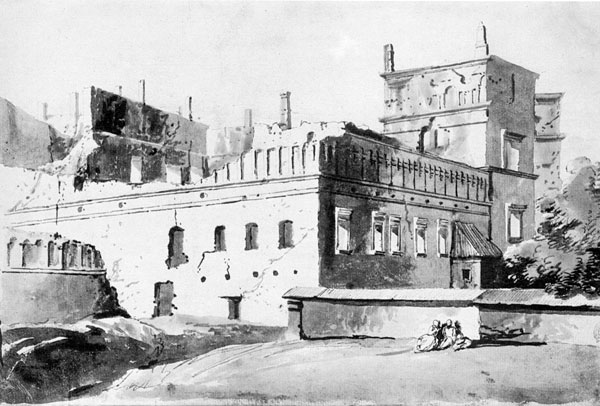
ویرانه‌های کاخ دوک، کشیده‌شده در اواخر قرن هجدهم

کاخ دوک بزرگ در قلعه تحتانی طی سال‌ها گسترش یافت و در قرون شانزدهم و میانه قرن هفدهم شکوفا شد. این کاخ به مدت چهار قرن، مرکز سیاسی، اداری و فرهنگی دوک‌نشین بزرگ لیتوانی بود.
در قرون سیزدهم و چهاردهم، ساختمان‌های سنگی در محل کاخ وجود داشت؛ برخی باستان‌شناسان معتقدند که کاخی چوبی نیز در این مکان قرار داشته است. کاخ سلطنتی سنگی در قرن پانزدهم و احتمالاً پس از آتش‌سوزی بزرگ در سال ۱۴۱۹ ساخته شد. ساختمان‌های سنگی موجود و سازه‌های دفاعی قلعه تحتانی که مانع ساخت‌وساز بودند، تخریب شدند و کاخ سلطنتی به سبک گوتیک ساخته شد. برج اصلی قلعه فوقانی و کاخ سلطنتی برای تاج‌گذاری ویتاوتاس بزرگ طراحی شده بودند. کاخ گوتیک دارای سه جناح بود و تحقیقات نشان می‌دهد که ساختمانی دوطبقه با زیرزمین بوده است.

### کلیسای جامع ویلنیوس

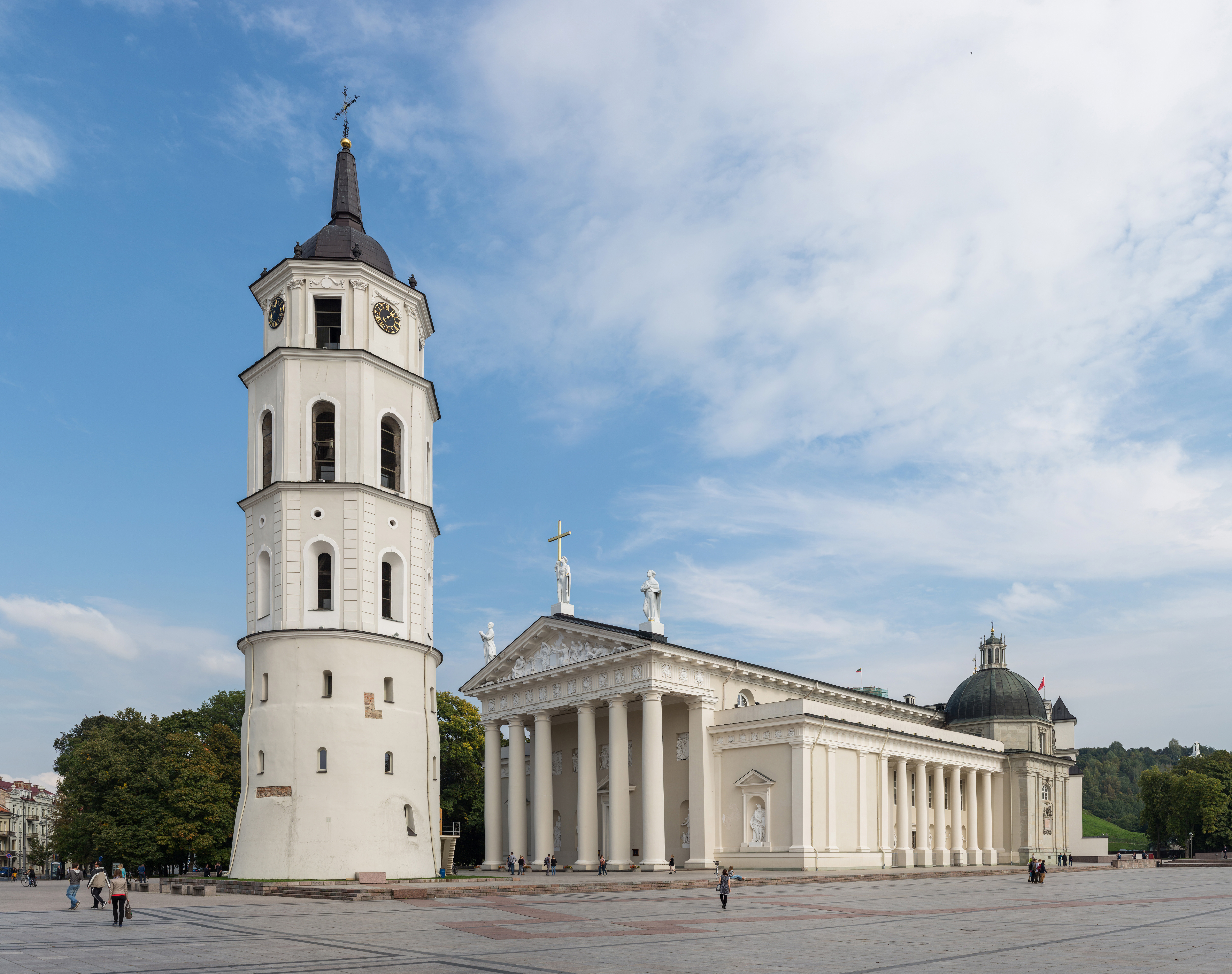
کلیسای جامع ویلنیوس

کاخ بزرگ دوک‌نشین و کلیسای جامع ویلنیوس در طول قرن‌ها یک مجموعه را تشکیل داده و در کنار هم قرار داشتند، اما تاریخچه این دو بنا متفاوت است.
شواهدی وجود دارد که نشان می‌دهد در دوران پیش از مسیحیت، خدای پگانی پرکوناس در این مکان پرستیده می‌شد. گفته شده است که میندوگاس، پادشاه لیتوانی، در سال ۱۲۵۱ کلیسای اصلی را به‌عنوان محل تعمید خود در آئین مسیحی ساخت. پس از مرگ او در سال ۱۲۶۳، این مکان دوباره به عبادت اسطوره‌شناسی لیتوانیایی اختصاص یافت.
در سال ۱۳۸۷، زمانی که لیتوانی رسماً به مسیحیت گروید، دومین کلیسای جامع با سبک معماری گوتیک و پنج نمازخانه ساخته شد. این کلیسا در سال ۱۴۱۹ دچار آتش‌سوزی شد. پس از آن، ویتوتاس کلیسای جامع بزرگ‌تری با سبک گوتیک در همان مکان بنا کرد. در سال ۱۵۲۲ این کلیسا بازسازی شد و منابع مکتوب برای اولین بار به برج ناقوس آن اشاره کردند. برج ناقوس در محل یکی از برج‌های دفاعی قلعه پایینی در حدود قرن پانزدهم ساخته شد. پس از آتش‌سوزی سال ۱۵۳۰، کلیسا دوباره بازسازی شد و از ۱۵۳۴ تا ۱۵۵۷ نمازخانه‌ها و گورابه‌های بیشتری به آن اضافه شدند. در این دوران، کلیسا ویژگی‌های معماری مربوط به رنسانس را به خود گرفت. پس از آتش‌سوزی دیگری در سال ۱۶۱۰، کلیسا بار دیگر بازسازی شد و دو برج در نمای جلویی اضافه شد. این کلیسا در طول سال‌ها چندین بار بازسازی و تزئین شد.

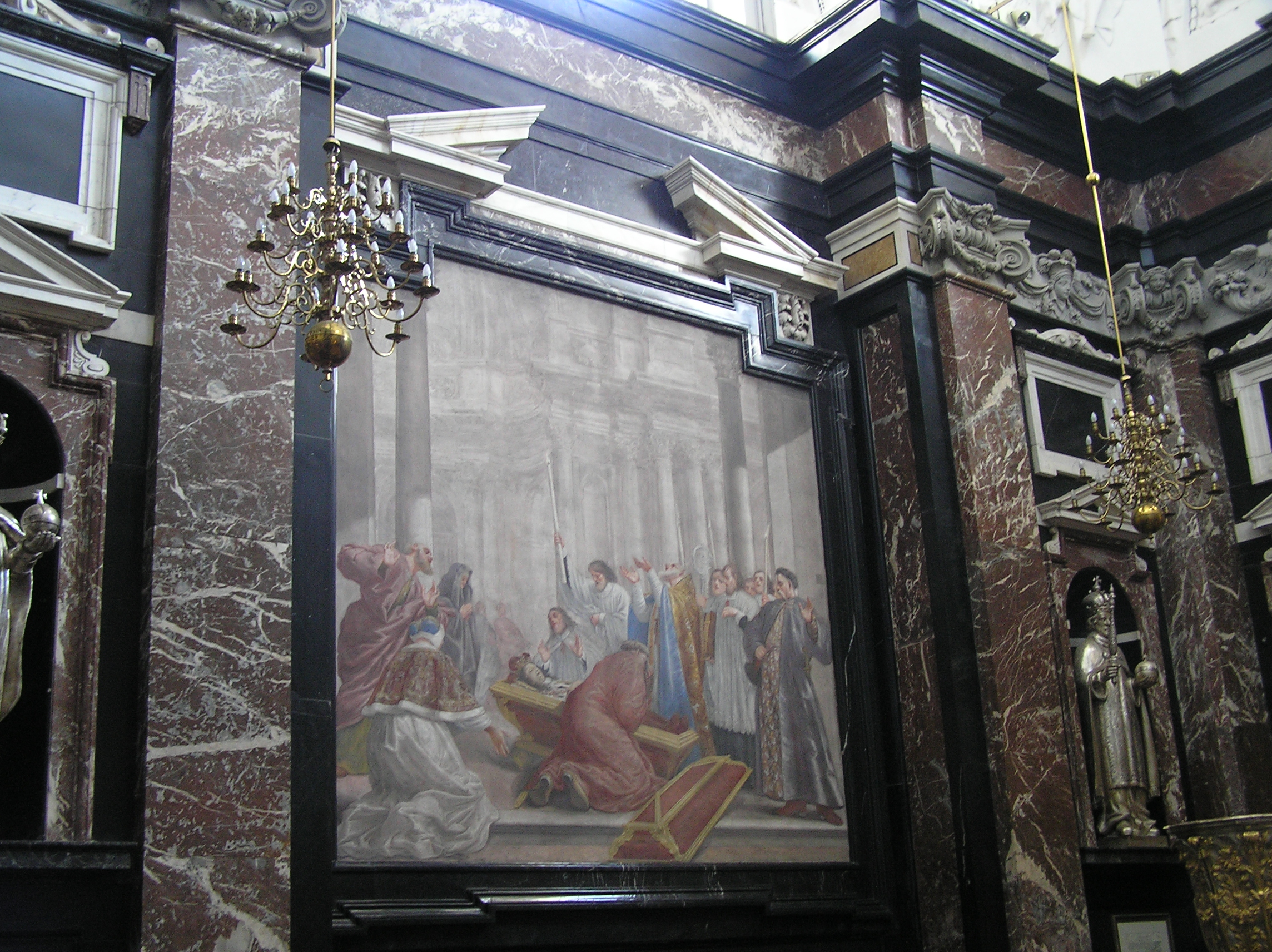
نمازخانه سنت کاسیمیر

در سال ۱۷۸۳، کلیسای جامع توسط لوریانس گوچویچوس با سبک معماری نئوکلاسیک بازسازی شد و شکل چهارگوش و منظم خود را به دست آورد. این طرح تا امروز حفظ شده است. بین سال‌های ۱۷۸۶ و ۱۷۹۲، سه مجسمه روی بام کلیسا قرار گرفت: سنت کاسیمیر در جنوب، سنت استانیسلاوس در شمال، و سنت هلنا در مرکز. این مجسمه‌ها در سال ۱۹۵۰ برداشته شدند و در سال ۱۹۹۷ بازسازی شدند.
چندین شخصیت تاریخی برجسته در سرداب‌های کلیسا به خاک سپرده شده‌اند، از جمله ویتوتاس بزرگ (۱۴۳۰)، برادر او زیگیسموند کاستوایتیس (۱۴۴۰)، پسرعمویش شویتریگایلا (۱۴۵۲)، سنت کاسیمیر (۱۴۸۴)، الکساندر یاگیلون (۱۵۰۶)، و دو همسر سیگیسموند دوم آگوستوس: الیزابت هابسبورگ (۱۵۴۵) و باربارا رادزیویل (۱۵۵۱).
در دهه ۱۹۵۰، این کلیسا به کاربری سکولار تبدیل شد. بازگشایی آن به‌عنوان کلیسا در اواخر دهه ۱۹۸۰ به‌عنوان نقطه عطفی در تاریخ معاصر لیتوانی جشن گرفته شد.

### زرادخانه‌های قلعه

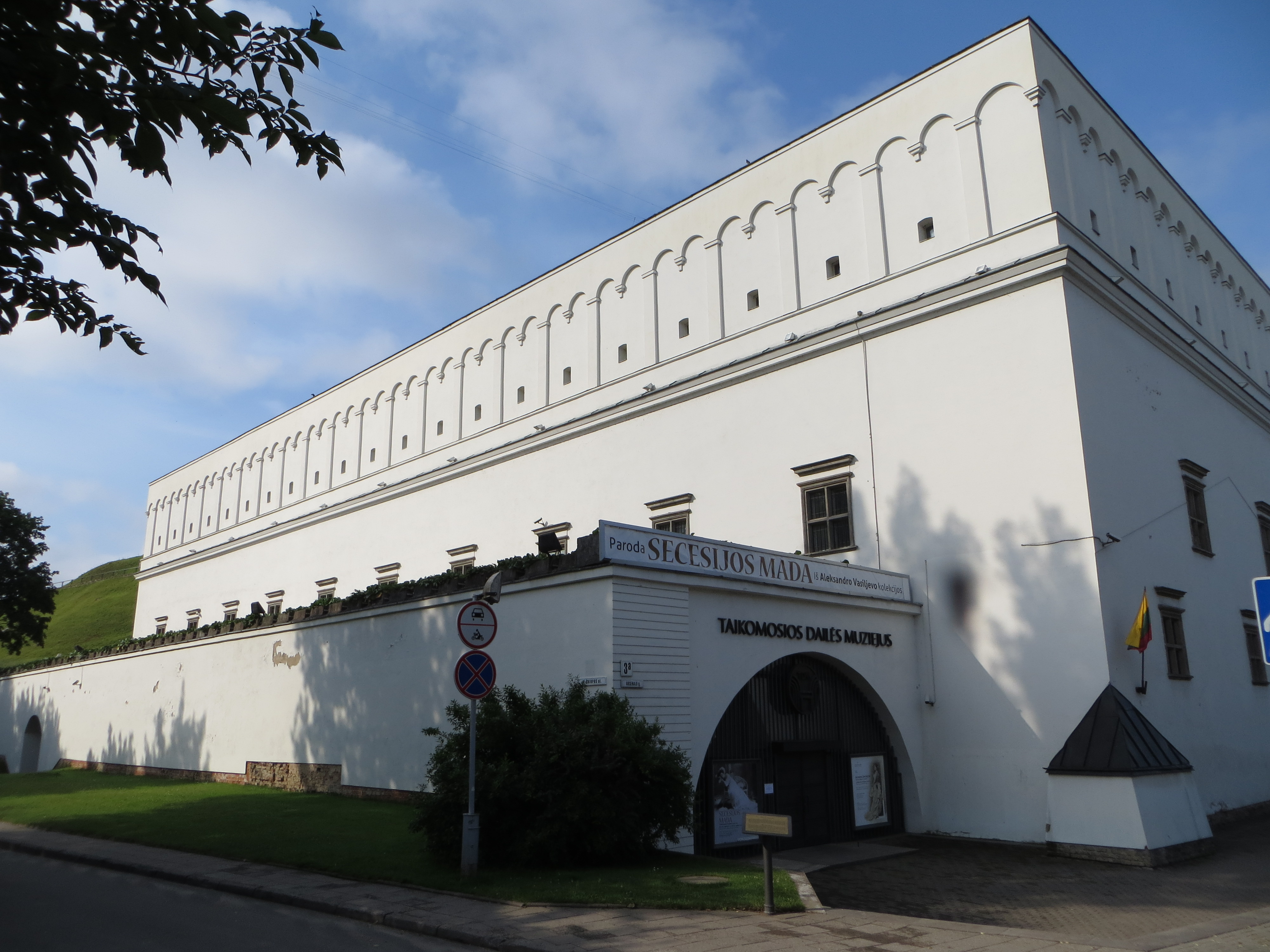
زرادخانه قدیمی

در مجموعه قلعه ویلنیوس در طول تاریخ، دو زرادخانه وجود داشته است که به «قدیمی» و «جدید» معروف‌اند. زرادخانه قدیمی در قرن پانزدهم، در دوران حکومت ویتوتاس بزرگ تأسیس شد. این زرادخانه در دوران سیگیسموند یکم پیر توسعه یافت و کارهای مربوط توسط پسر او، سیگیسموند دوم آگوستوس ادامه پیدا کرد. در بازسازی‌های قرن شانزدهم، یک بال جدید ساخته شد. در میانه قرن شانزدهم و آغاز قرن هفدهم، دو بال دیگر به این مجموعه اضافه شد. گزارش‌های معاصر نشان می‌دهند که زرادخانه قدیمی در آن زمان حدود ۱۸۰ توپ سنگین را در خود جای داده بود.
زرادخانه جدید در یکی از قدیمی‌ترین ساختمان‌های قلعه در قرن هجدهم و به دستور کازیمیر اوگینسکی، هتمان بزرگ لیتوانی، تأسیس شد. این ساختمان که به‌عنوان پادگان استفاده می‌شد، به‌خوبی حفظ شده است. دیوار بیرونی آن بخشی از سیستم دیوارهای دفاعی بود. در قرن شانزدهم، برج این ساختمان نقش راهنمای کشتی‌ها در رودخانه نریس را ایفا می‌کرد. این زرادخانه گاهی به‌عنوان دفترهای اداری قلعه نیز مورد استفاده قرار می‌گرفت.

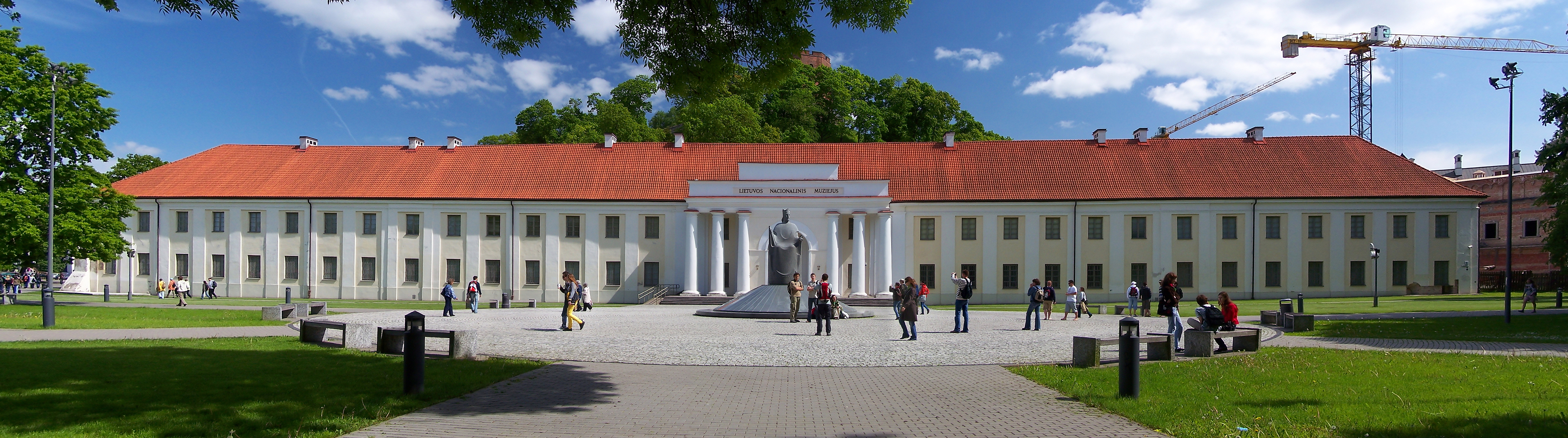
زرادخانه جدید

در دوران حکومت تزاری، هر دو زرادخانه میزبان سربازان و تدارکات جنگی بودند. این ساختمان‌ها در جریان جنگ جهانی دوم دچار آسیب‌های جدی شدند. برخی بخش‌های آن‌ها پس از جنگ جهانی دوم و در سال‌های ۱۹۸۷ و ۱۹۹۷ بازسازی شدند. امروزه زرادخانه‌ها میزبان موزه هنرهای کاربردی و موزه ملی لیتوانی هستند.

### تحولات مدرن

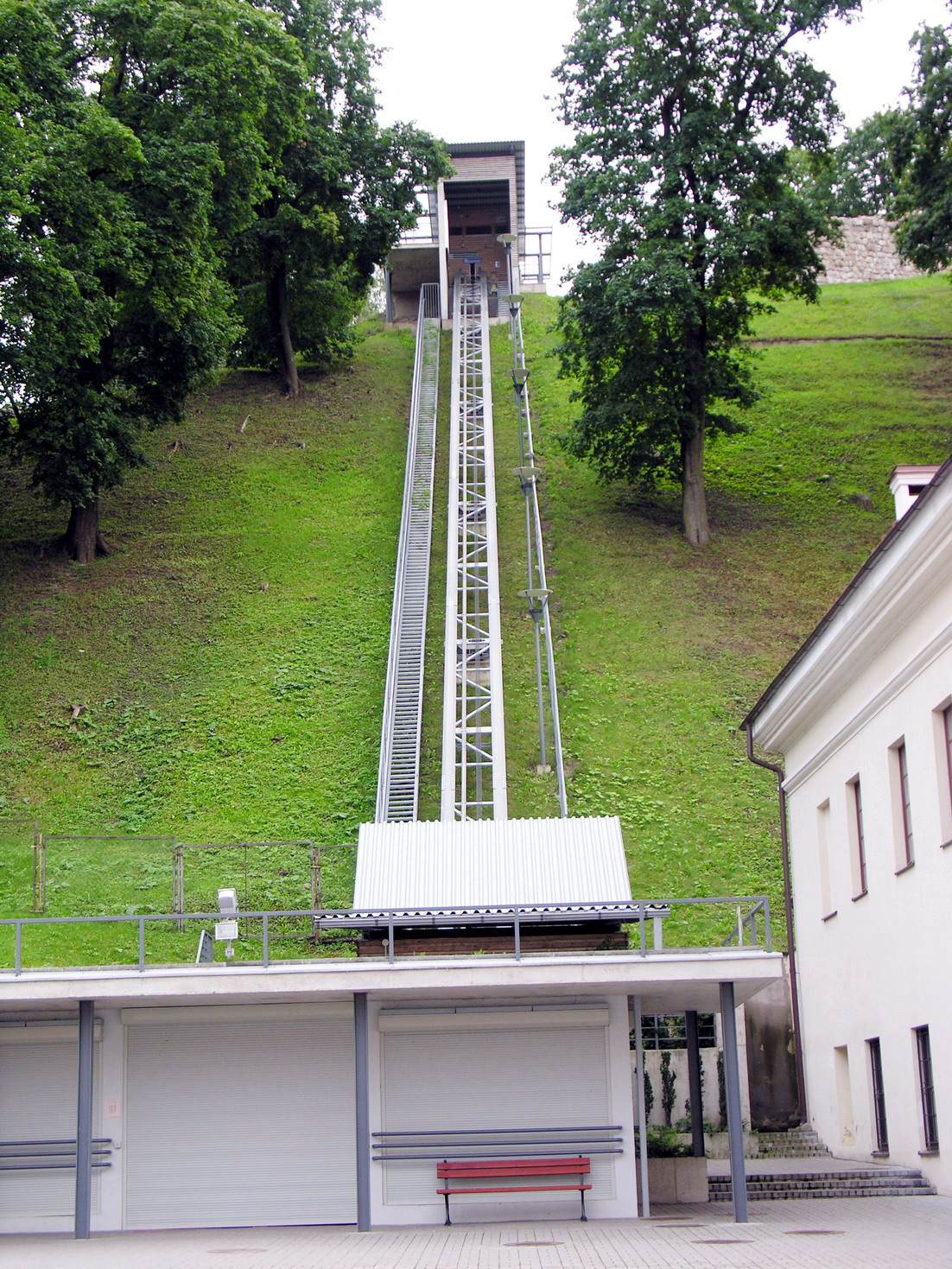
راه‌آهن کابلی تپه گدیمیناس، افتتاح شده در سال ۲۰۰۳

برج گدیمیناس به‌عنوان یک نماد برجسته و متمایز در افق شهر قدیمی ویلنیوس قرار دارد. سکوی دیدبانی در بالای برج، نمایی پانورامیک از شهر ویلنیوس ارائه می‌دهد. در سال ۲۰۰۳، به مناسبت جشن‌های ۷۵۰مین سالگرد تاج‌گذاری میندوگاس، این برج از طریق ساخت یک آسانسور دسترس‌پذیرتر شد. این آسانسور طی ۳۰ ثانیه حدود ۷۰ متر ارتفاع را طی می‌کند و ظرفیت حمل ۱۶ مسافر را دارد.
در بالای برج، در اول ژانویه ۱۹۱۹، پرچم سه‌رنگ لیتوانی برای اولین بار برافراشته شد. به‌منظور گرامیداشت این رویداد، روز اول ژانویه اکنون به‌عنوان «روز پرچم» شناخته می‌شود و پرچم لیتوانی به‌صورت رسمی در این برج و دیگر نقاط کشور به اهتزاز درمی‌آید. در تاریخ ۷ اکتبر ۱۹۸۸، در جریان تلاش لیتوانی برای بازپس‌گیری استقلال خود، ۱۰۰ هزار نفر در مجموعه قلعه گرد هم آمدند و پرچم بار دیگر به اهتزاز درآمد. این برج و تپه، با پرچمی که بر فراز آن برافراشته شده است، نماد حاکمیت دولتی لیتوانی و مبارزات آن برای استقلال است و یادآور سنتی دیرینه است که در آن حاکمیت بر شهر از طریق پرچم برافراشته‌شده نمایش داده می‌شد.
پس از اتمام کارهای حفاظتی برج گدیمیناس در سال ۱۹۶۸، این برج به یکی از شعبات موزه ملی لیتوانی تبدیل شد. طبقه اول برج، عکس‌هایی از ویلنیوس در قرون ۱۹ و ۲۰ و مدل‌هایی از شهر تاریخی ویلنیوس و مجموعه قلعه را به نمایش می‌گذارد. در طبقه دوم، پرچم‌هایی که توسط ارتش ویتوتاس بزرگ در نبرد گرونوالد استفاده شده‌اند، همراه با تسلیحات اصیل مربوط به قرون ۱۳ تا ۱۸ به نمایش گذاشته شده‌اند.
سایر ساختمان‌های باقی‌مانده در مجموعه قلعه شامل دفاتر موزه ملی لیتوانی، بخش‌های باستان‌شناسی و سکه‌شناسی آن، و همچنین موزه هنرهای کاربردی هستند. این موزه حدود یک میلیون اثر تاریخی را در خود جای داده است که بازه‌ای گسترده از تاریخ را پوشش می‌دهند. مجموعه آن شامل آثاری از دوران ماقبل تاریخ لیتوانی، سکه‌هایی که در طول تاریخ این کشور استفاده شده‌اند، و طیف گسترده‌ای از اشیاء مربوط به قرون وسطی و دوره‌های بعدی است. سالانه حدود ۲۵۰ هزار گردشگر از این موزه بازدید می‌کنند.